# Волчанский медицинский колледж
Волчанский медицинский колледж — высшее учебное заведение в городе Волчанск Харьковской области.

## История
Учебное заведение было создано и начало учебную деятельность в июле 1930 года как Волчанский медицинский техникум. Перед началом войны здесь началось обучение санитаров и медсестёр по программе ОСОАВИАХИМ.
После начала Великой Отечественной войны в связи с приближением к городу линии фронта техникум прекратил работу. В ходе боевых действий 1941—1943 гг. и в период немецкой оккупации техникум пострадал, но после освобождения города в феврале 1943 года началось его восстановление как школы медсестёр.
Только в первом полугодии 1944 года для РККА было подготовлено 30 медсестёр и 44 санитарки. Помимо подготовки медицинских кадров, в это время шло оказание медицинской помощи гражданскому населению и военнослужащим (в помещениях педагогического училища и детской технической станции был оборудован эвакогоспиталь, в который в августе 1944 года прибыли первые раненые).
В 1951 году школа медсестёр была преобразована в фельдшерско-акушерскую школу, а в июне 1954 года — в Волчанское медицинское училище.
В 1970 году был введён в эксплуатацию второй учебный корпус.
12 апреля 2005 года Волчанское медицинское училище было переименовано в Волчанский медицинский колледж.

## Современное состояние
Коммунальное учреждение здравоохранения «Волчанский медицинский колледж» Харьковского областного совета является государственным высшим учебным заведением I—II уровней аккредитации, которое готовит младших медицинских специалистов по двум специальностям: «Лечебное дело» и «Сестринское дело».
Также у Волчанского медицинского колледжа есть общежитие. Это здание XIX века, где находилась квартира Василия Колокольцова. В 1990-х, к общежитию была сделана пристройка со стороны двора.
Рядом с колледжем находился клуб, ныне переделанный под одноэтажный многоквартирный дом.